# Enicospilus bipartitus
Enicospilus bipartitus är en stekelart som först beskrevs av Tosquinet 1896.  Enicospilus bipartitus ingår i släktet Enicospilus och familjen brokparasitsteklar. Inga underarter finns listade i Catalogue of Life.